# 2:45-Stunden-Rennen von Charlotte 2000

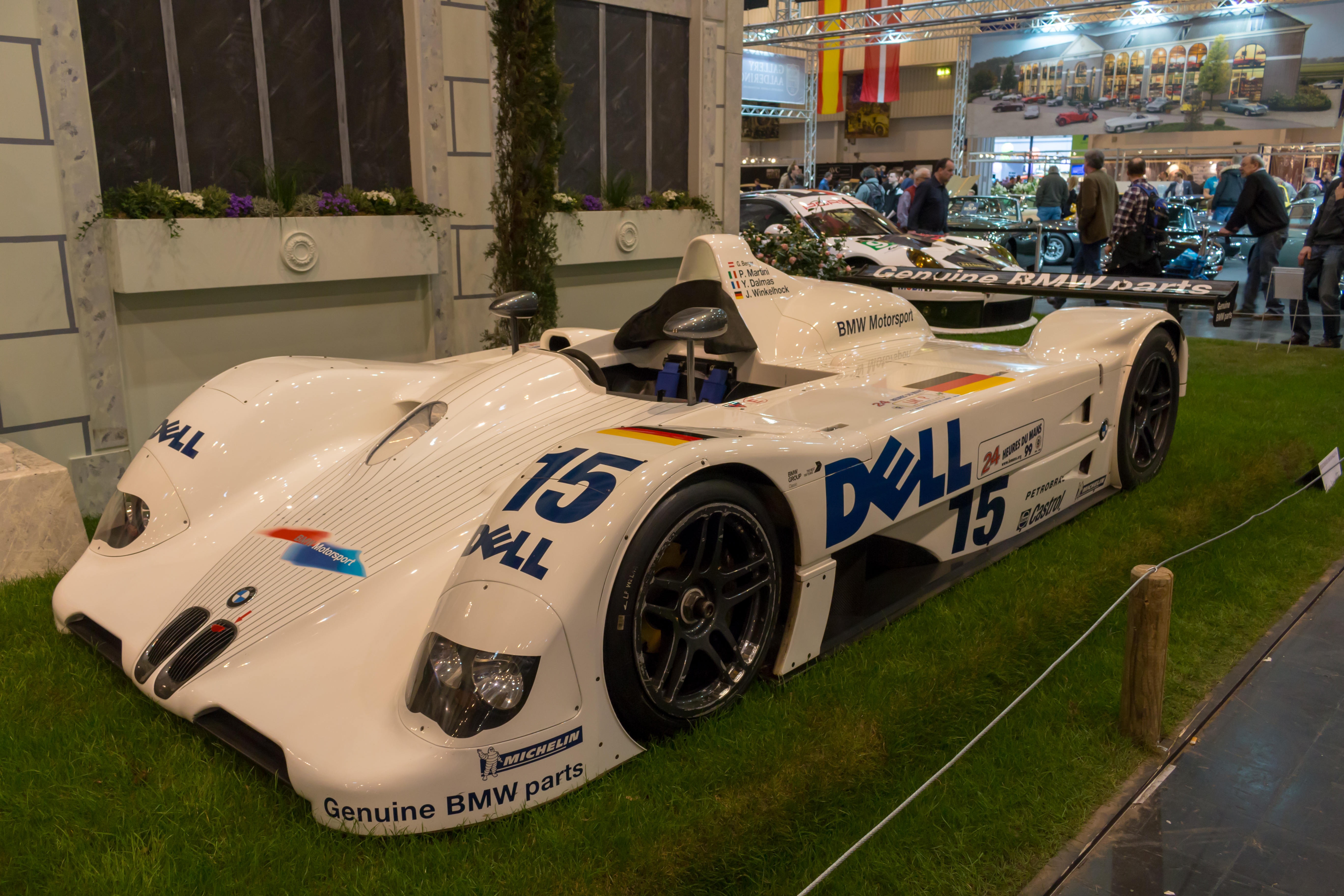
BMW V12 LMR

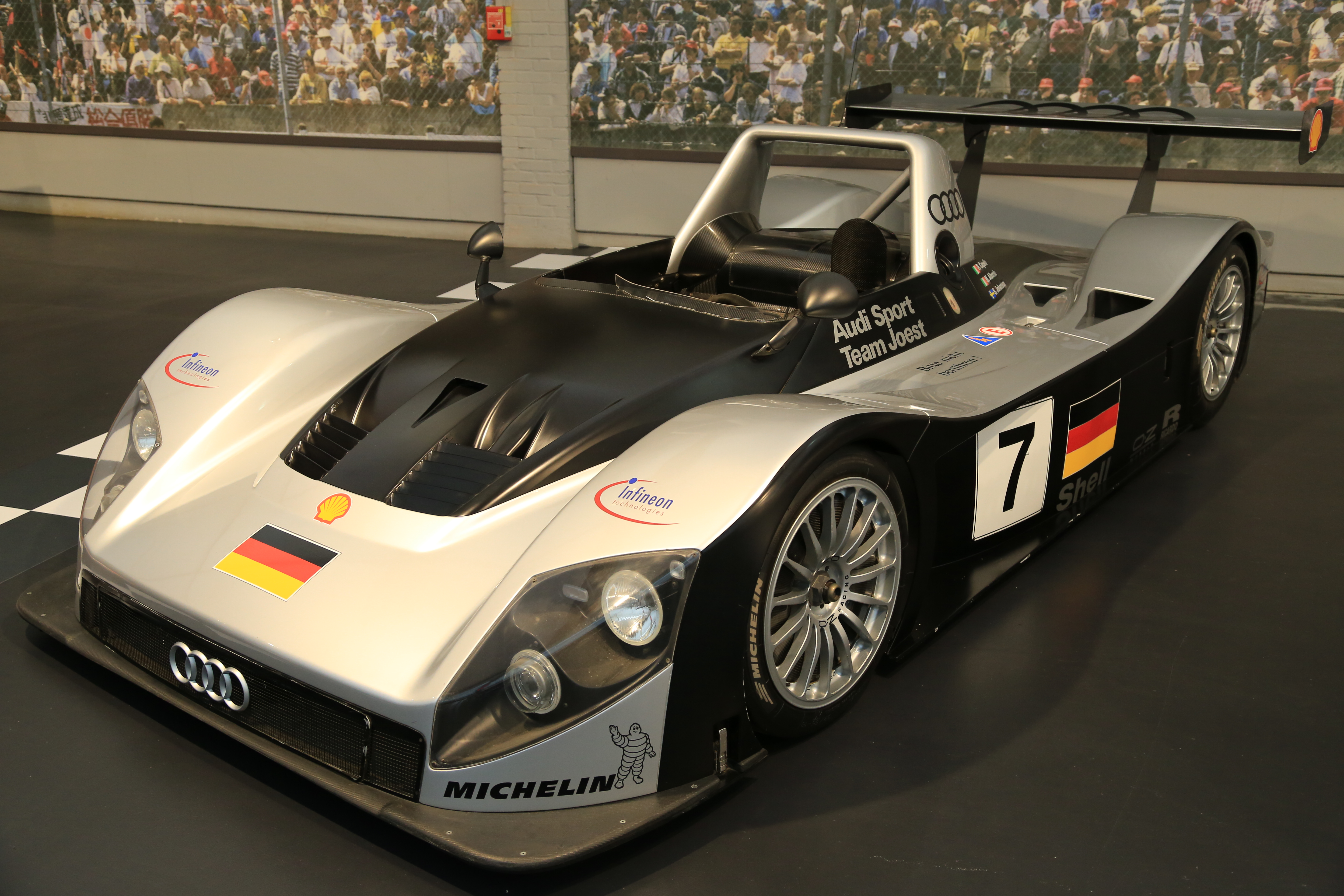
Audi R8R

Das 2:45-Stunden-Rennen von Charlotte 2000, auch Grand Prix of Charlotte, Lowes Motor Speedway, Charlotte, fand am 1. April auf dem Charlotte Motor Speedway statt und war der zweite Wertungslauf der American Le Mans Series dieses Jahres.

## Das Rennen
Zum ersten Mal seit 1986 fand auf dem Charlotte Motor Speedway ein Sportwagenrennen statt. Das 500-km-Rennen von Charlotte zählte zur IMSA-GTP-Serie 1986 und endete mit dem Gesamtsieg von Drake Olson und Price Cobb im Porsche 962 von Dyson Racing. Gesamtzweiter wurde 1986 Hans-Joachim Stuck, der sich das Cockpit eines weiteren 962 mit Bob Akin teilte. Hans-Joachim Stuck war auch 2000 am Start. Er steuerte gemeinsam mit Johannes van Overbeek einen BMW M3 E46.
Der Charlotte Motor Speedway war ein High-Speed-Ovalkurs. Ähnlich dem Daytona International Speedway hatte der Kurs ein Infield, das von den GT- und Sportwagen befahren wurde. Audi hatte das erste Rennen der Saison, das 12-Stunden-Rennen von Sebring, mit dem weiterentwickelten Audi R8 gewonnen. Die Fahrzeuge wurden jedoch zur Vorbereitung auf das 24-Stunden-Rennen von Le Mans zurück nach Europa gebracht. In Charlotte griff man auf zwei R8R aus dem Vorjahr zurück. Beide Wagen hatten Probleme im Rennen und platzierten sich nicht im Vorderfeld. Michele Alboreto hatte im Wagen mit der Nummer 77 einen Dreher und beschädigte dabei den Wagen erheblich. Bei der folgenden Reparatur verlor das Team jedwede Möglichkeit auf den Gesamtsieg.
Das Rennen gewannen JJ Lehto und Jörg Müller im BMW V12 LMR, nachdem der zweitplatzierte Panoz LMP-1 Roadster S von Jan Magnussen und David Brabham zu viel Zeit bei den Boxenstopps verlor.

## Ergebnisse

### Schlussklassement
| 1           | LMP | 42 | BMW Motorsport                  | JJ Lehto Jörg Müller                          | BMW V12 LMR            | 125 |
| 2           | LMP | 1  | Panoz Motor Sports              | Jan Magnussen David Brabham                   | Panoz LMP-1 Roadster S | 125 |
| 3           | LMP | 0  | Team Rafanelli SRL              | Domenico Schiattarella Didier de Radiguès     | Lola B2K/10            | 124 |
| 4           | LMP | 43 | BMW Motorsport                  | Jean-Marc Gounon Bill Auberlen                | BMW V12 LMR            | 124 |
| 5           | LMP | 2  | Panoz Motor Sports              | Johnny O’Connell Hiroki Katō                  | Panoz LMP-1 Roadster S | 124 |
| 6           | LMP | 78 | Audi Sport North America        | Emanuele Pirro Frank Biela                    | Audi R8R               | 122 |
| 7           | GTS | 91 | Viper Team ORECA                | Karl Wendlinger Olivier Beretta               | Dodge Viper GTS-R      | 117 |
| 8           | LMP | 02 | Pole-Team                       | Mark Simo Norman Simon Günther Blieninger     | Riley & Scott Mk III   | 117 |
| 9           | GT  | 51 | Dick Barbour Racing             | Bob Wollek Sascha Maassen                     | Porsche 911 GT3-R      | 113 |
| 10          | GT  | 10 | Prototype Technology Group      | Brian Cunningham Peter Cunningham             | BMW M3 E36             | 113 |
| 11          | GTS | 08 | Roock Motorsports North America | Zak Brown Vic Rice                            | Porsche 911 GT2        | 112 |
| 12          | GT  | 22 | Alex Job Racing                 | Mike Fitzgerald Robert Nagel                  | Porsche 911 GT3-R      | 111 |
| 13          | GT  | 6  | Prototype Technology Group      | Hans-Joachim Stuck Johannes van Overbeek      | BMW M3 E46             | 111 |
| 14          | GT  | 70 | Skea Racing International       | Johnny Mowlem David Murry                     | Porsche 911 GT3-R      | 110 |
| 15          | GT  | 30 | White Lightning Racing          | Quentin Wahl Gunnar Jeannette                 | Porsche 911 GT3-R      | 109 |
| 16          | GT  | 21 | MCR Aspen Knolls                | Shane Lewis Cort Wagner                       | Porsche 911 GT3-R      | 108 |
| 17          | GT  | 23 | Alex Job Racing                 | Randy Pobst Bruno Lambert                     | Porsche 996 GT3-R      | 106 |
| 18          | GT  | 71 | Skea Racing International       | Grady Willingham Rohan Skea                   | Porsche 911 GT3-R      | 104 |
| 19          | GTS | 92 | Viper Team ORECA                | Tommy Archer David Donohue                    | Dodge Viper GTS-R      | 95  |
| 20          | LMP | 77 | Audi Sport North America        | Allan McNish Rinaldo Capello Michele Alboreto | Audi R8R               | 93  |
| 21          | GT  | 5  | Dick Barbour Racing             | Lucas Luhr Dirk Müller                        | Porsche 911 GT3-R      | 91  |
| Ausgefallen |     |    |                                 |                                               |                        |     |
| 22          | GTS | 40 | Don McGill.com Porsche Racing   | Bertrand Godin Sam Shalala                    | Porsche 911 GT2        | 79  |
| 23          | GT  | 89 | MCR Nygmatech                   | João Barbosa Ian James                        | Porsche 911 GT3-R      | 74  |

### Nur in der Meldeliste
Zu diesem Rennen sind keine weiteren Meldungen bekannt.

### Klassensieger
| Klasse | Fahrer          | Fahrer          | Fahrzeug          | Platzierung im Gesamtklassement |
| ------ | --------------- | --------------- | ----------------- | ------------------------------- |
| LMP    | JJ Lehto        | Jörg Müller     | BMW V12 LMR       | Gesamtsieg                      |
| GTS    | Karl Wendlinger | Olivier Beretta | Dodge Viper GTS-R | Rang 7                          |
| GT     | Bob Wollek      | Sascha Maassen  | Porsche 911 GT3-R | Rang 9                          |

### Renndaten
- Gemeldet: 23
- Gestartet: 23
- Gewertet: 21
- Rennklassen: 3
- Zuschauer: unbekannt
- Wetter am Renntag: warm, trocken und windig
- Streckenlänge: 2,250 km
- Fahrzeit des Siegerteams: 2:45:48,157 Stunden
- Gesamtrunden des Siegerteams: 125
- Gesamtdistanz des Siegerteams: 452,628 km
- Siegerschnitt: 163,796 km/h
- Pole Position: JJ Lehto – BMW V12 LMR (#42) – 1:04,096 = 203,378 km/h
- Schnellste Rennrunde: Jan Magnussen – Panoz LMP-1 Roadster S (#1) – 1:05,524 = 199,811 km/h
- Rennserie: 2. Lauf zur ALMS-Saison 2000